# Enney
Enney är en ort och tidigare kommun i distriktet Gruyère i kantonen Fribourg, Schweiz.
1 januari 2004 slogs Enney samman med Estavannens och Villars-sous-Mont till den nya kommunen Bas-Intyamon.